# Labidostomma luteum
Labidostomma luteum är en spindeldjursart som beskrevs av Kramer 1879. Labidostomma luteum ingår i släktet Labidostomma och familjen Labidostommidae. Inga underarter finns listade i Catalogue of Life.